# Сирени
Сире́ни (грец. Σειρήνες, лат. Sirenes) — у давньогрецькій міфології — морські істоти, що уособлювали чарівну, але оманливу морську гладінь, під якою криються гострі скелі й мілини. Зображувались у вигляді напівжінок-напівптахів (у деяких джерелах вони напівриби-напівжінки), жили на казкових островах. Вони успадкували від батька Форкіса дику стихійність, а від матері-музи — божественний голос.
У мікенських текстах є слово se-re-mo-ka-ra-a-pi, яке може означати «прикрашений головами сирен».
У переносному вживанні сирена — зваблива красуня, яка чарує своїм голосом.

## Походження
Батьком сирен вважали морського бога Форкіса, або вони — діти Ахелоя і однієї з муз: (Мельпомени, або Терпсіхори, або Калліопа), або дочки Стеропи або Геї, або дочки Форкіса і Кето.

## Образ сирен
Перші згадки про сирен знаходимо в «Одіссеї», де розповідається, ніби вони живуть на острові між землею Кірки та Скіллою і зваблюють усіх мореплавців. Подорожні, почувши спів сирен, забували про все на світі, не могли вже керувати кораблем, підпливали до чарівного острова й гинули («Одіссея», XII, 39 і наст.). Одіссей, пропливаючи повз той острів, заліпив вуха своїм супутникам воском, а себе наказав прив'язати до щогли. Так він став першою людиною, яка почула спів сирен і залишилася живою. У післягомерівських творах, таких, наприклад, як «Аргонавтика» Аполлонія Родоського, сирен зображено вродливими дівчатами з чарівливими голосами; своїми піснями вони присипляли подорожніх, а потім роздирали їх на частини й пожирали. Аргонавти врятувалися тільки тим, що Орфей відвернув їхню увагу звуками своєї пісні. За пророцтвом сирени мали загинути, коли хтось із подорожніх пропливе повз острів і не буде зваблений їхнім співом. Після того, як проплив корабель Одіссея (варіант: аргонавтів), сирени кинулися в море й перетворилися на скелі.
У післягомерівських переказах сирени поставали також як крилаті жінки з риб'ячими хвостами або з пташиним тілом і курячими ногами. Цей останній атрибут сирени дістали за велінням Деметри, розгніваної тим, що вони не допомогли Персефоні, коли її викрав Аїд (варіант: пташине тіло й курячі ноги вони попросили самі, щоб їм легше було шукати свою подругу Персефону). Батьком сирен вважали Форкія або Ахелоя, матір'ю — Стеропу, одну з муз (Мельпомену, Терпсіхору чи Калліопу) або Гею. За епосом, сирен було дві; пізніше називали трьох: Пейсіною, Аглаофу і Телксіепею (або Партенопу, Лігею й Левкосію). У південноіталійському місті Сурренті (в Кампанії) існував храм сирен, біля Неаполя показували гробницю Партенопи. Зображення сирен часто зустрічалися на епітафіях (тут вони вважалися захисницями від лиха).

## В Русі
Ймовірно через запозичення з Візантії сирени проникають в культуру Русі. Вони зустрічаються на прикрасах та в текстах книг.

## Культурний вплив
Сюжет зі спокусливою піснею, від якої нема захисту, був у середні віки використаний у баладі про лицаря Галевейна.